# Alfred de Musset
Alfred de Musset (11. prosinec 1810 Paříž – 2. květen 1857 Paříž) byl francouzský romantický básník, spisovatel a dramatik.

## Život

### Rodina
Narodil se ve staré, avšak nepříliš bohaté šlechtické rodině. Jeho otec Victor-Donatien de Musset-Pathay (1768–1832) pracoval jako úředník na ministerstvu války. Vedle toho se věnoval literatuře. Napsal životopis Jeana-Jacquese Rousseau (Histoire de la vie et des ouvrages de J.-J. Rousseau, 1821) a uspořádal jeho sebrané spisy (Oeuvres complètes de J.-J. Rousseau). Jeho děd Joseph-Alexandre de Musset-Pathay se rovněž zabýval literaturou. Měl staršího bratra Paula (1804–1880), který byl rovněž spisovatelem, a dvě sestry, z nichž jedna zemřela nedlouho po narození.

### Studia
Vystudoval Lyceum Jindřicha IV. v Paříži, kde platil za velice nadaného žáka. Podle přání rodičů měl pokračovat ve studiu na École polytechnique. Nakonec ale začal studovat práva a lékařství a posléze hudbu a kreslení. Žádná studia ale nedokončil a začal se věnovat literatuře.
Když mu bylo 17 let, přivedl jej Paul Foucher do společnosti romantiků v čele s Victorem Hugem, která byla nazývána "Le petit-cénacle" a scházela se u básníka Charlesa Nodiera.
Sám se ovšem k romantikům nepočítal, dokonce prohlašoval, že v jeho knihovně klidně sousedí Shakespeare s Racinem. Také nikdy – ač se pohyboval v okruhu Victora Huga – nebyl bojovným straníkem romantismu a nikdy do “války romantiků" aktivně nevstoupil. Zachovával důsledně postoj blazeovaného mondénního světáka, povzneseného nad tuto vřavu. V roce 1832 se dokonce s Hugovým kruhem zcela rozešel. Ve svém díle (včetně zkušeností z milostných vztahů se spisovatelkou George Sandovou a slavnou tragédkou Rachel) uložil vlastní životní reflexi doby, o níž napsal v prozaickém díle Zpověď dítěte svého věku, že “staré už nebylo a nové ještě nebylo", a v níž – opět podle jeho slov – “lidé trpěli podivnou mravní chorobou: nevírou v cokoliv".
Psát dramata začal v roce 1830, ale jeho první hra Benátská noc zcela propadla. Po osobním rozchodu s Hugovým kruhem se s ním rozešel i v pojetí dramatu. Napsal veselohru O čem snívají dívky, na které byl patrný vliv Shakespearova Snu noci svatojánské, a proverb Číše a rty. Proverb byl žánr oblíbený v šlechtických salónech 17. století. Ilustroval platnost nějakého pořekadla či přísloví a na konci představení měli diváci znění těchto “předloh" uhádnout. To zřetelně svědčí o tom, že Musset skutečně nesdílel razantní odpor “hugovského" romantismu proti tradicím klasicismu. Musset ve svých “proverbech" navázal také na tradici francouzských konverzačních veseloher 18. století a vytvořil jakoby lehounkou komedii, která ovšem nepostrádá ani hořké tóny, jež mohou přerůst až v tragické vyústění. Nejznámější z těchto proverbů je dramatický text S láskou nejsou žádné žerty (přeloženo do češtiny též jako Se srdcem divno hrát). Ve stejném roce, kdy Musset napsal tento proverb, vzniklo i jedno z velkých historických dramat francouzské a světové dramatiky – Lorenzaccio.
V té době (1833) se začíná jeho vztah s George Sandovou. Tento vztah ovlivnil některá Mussetova díla a skončil v roce 1835 rozchodem. Musseta rozchod zdrtil, snažil se najít zapomnění v bohémském hýření, cestování i ve vlastní tvorbě. Výsledkem byl román Zpověď dítěte svého věku (1836).
V roce 1837 se seznámil s Aimée d'Alton, která se ho snažila přimět k opuštění bohémského života a k soustředěné práci. To se odráží například v optimismu básně Noc říjnová. Nakonec ale rezignovala a vzala si za manžela jeho bratra Paula. Musset se pak opět stal hýřilem, což oslabilo jeho zdraví i tvůrčí síly. Psal často již jen z existenčních důvodů.
Byl pochován na pařížském hřbitově Père-Lachaise. Jeho socha je jednou ze 146 soch umístěných na fasádě budovy Hôtel de ville de Paris.

## Dílo

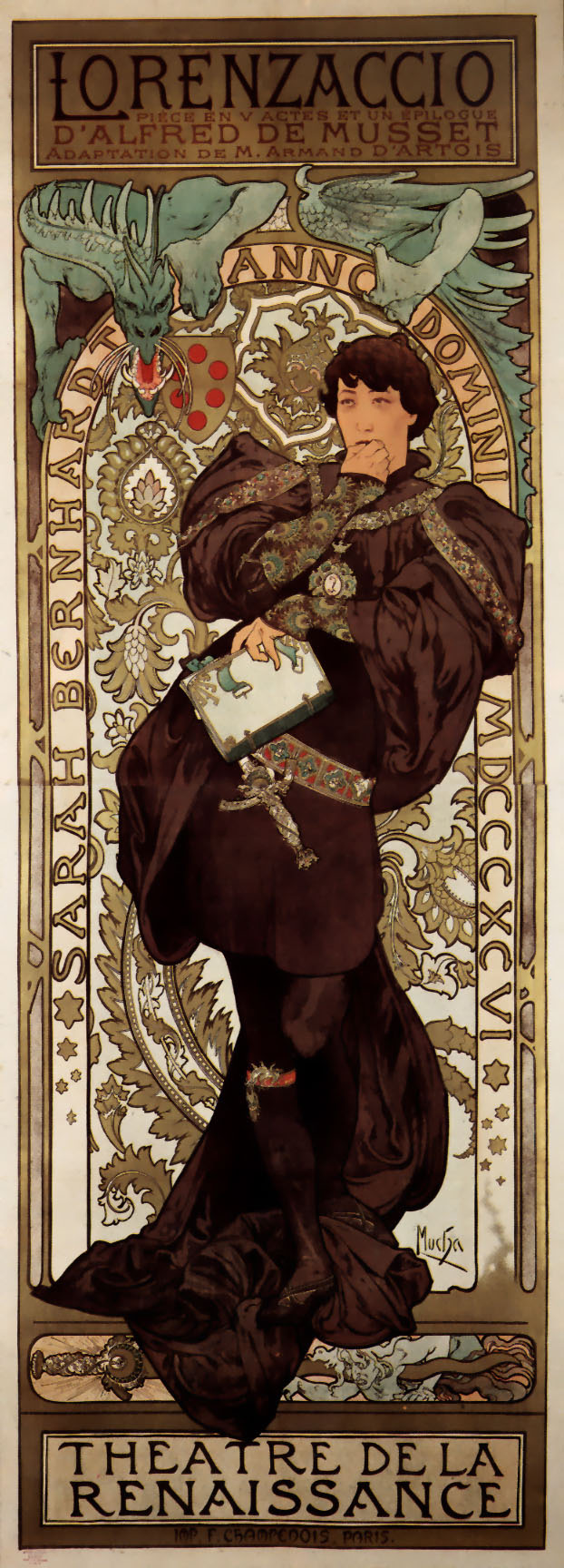
Plakát Alfonse Muchy k prvnímu uvedení hry Lorenzaccio v roce 1896 v divadle Sarah Bernhardt

- Povídky ze Španěl a Itálie (Contes d'Espagne et d'Italie, 1830) - sbírka básnických povídek (Don Paez, Portia, Mardoche) i kratších básní. Náměty i zpracování je typicky romantické, především pod vlivem Byrona, i když například báseň Ballade à la lune je považována za ironickou parodii romantického básnictví.
- Benátská noc (Une nuit vénitienne, 1830) - dramatická prvotina, kdy na rozdíl od většiny romantických her nevítězí čistá láska, ale peníze cizího prince. Hra u publika propadla a vedla Musseta k rozhodnutí napříště psát pouze podle vlastního přesvědčení bez ohledu na požadavky divadel.
- O čem snívají dívky (À quoi rêvent les jeunes filles, 1832)
- Marianniny rozmary (Les Caprices de Marianne, 1833) – příběh dvou přátel protikladných povah, cynického a lehkovážného Oktáva a ryzího a čistého Coelia. Vinou hříček Oktáva s mladou a krásnou vdanou ženou Marianou je Coelio zabit nájemným vrahem, kterého poslal Marianin manžel.
- Rolla (1833) – mladý aristokrat prohýří své dědictví a protože považuje další život za bezvýchodný, spáchá sebevraždu.
- S láskou nejsou žádné žerty, v jiném překladu Se srdcem divno hrát, Neradno s láskou zahrávat si nebo S láskou nelze žertovat (On ne badine pas avec l’amour, 1834) - v této hře vlastně Musset dokonale realizoval hugovsky romantický program. Bohatě strukturovaná hra má několik odlišných vrstev: situační komiku, rabelaisovský drsný a výsměšný humor, vtipný, půvabný, duchaplný dialog konverzační komedie, intelektuální hru s pojmy a slovy, shakespearovské vedení postav, od nichž Musset často jako by odstupoval a předváděl je i z jejich směšné stránky.

I tento příběh má tuto mnohovrstevnatost – láska Kamily a Perdicana začíná v poloze nezávazné lehkosti, aby se proměnila v tragédii. Mladý šlechtic Perdican se dvoří své přítelkyni z dětství Kamile. Ta ale vlivem klášterní výchovy dvoření odmítá. Aby vzbudil Kamilinu žárlivost, začne se Perdican dvořit venkovské dívce Růženě (Rosette). Kamila se nakonec obměkčí a vyznívají si s Perdicanem lásku. Růžena nedokáže tento zvrat pochopit a končí tragicky. Hra je ovlivněna vztahem s G. Sandovou včetně citací z jejích dopisů.
- Fantasio (1834) – příběh šaška na královském dvoře, který se snaží zabránit svatbě princezny s nemilovaným princem.
- Lorenzaccio (1834) Pro námět – jejž mu zprostředkovala George Sandová – sáhl Musset do renesanční Florencie. Vládne tam tyranský vévoda. Jeho příbuzný Lorenzo si nasadí masku jeho přítele, veselého kumpána, společníka prohýřených nocí, prostopášníka, aby za ni skryl svůj záměr zbavit Florencii tyrana. Pro svůj nemravný život je dvořany hanlivě přezdíván Lorenzaccio. Jenže maska se pomalu změní v pravou tvář, původní cíl a smysl jednání se ztrácí. Už je to jen setrvačnost, která nutí Lorenzaccia dojít až do konce. Učiní to – ale na víc už nemá sil. Nic se nezměnilo, Měšťané raději zvolí nového tyrana, než aby se chopili nabyté svobody. Lorenzaccio uprchne a jen čeká, až bude za svůj čin zatčen a potrestán.

Je to příběh prázdnoty člověka, rozpadu osobnosti, která přestala věřit v jakékoliv hodnoty a jíž se původně dobře míněné prostředky k dosažení cíle změnily ve smysl života. Musset se do svých dramat často projektoval, nasazoval si tváře svých postav a jako pravý romantik vyjevoval tvorbou své životní postoje a problémy. Dá se předpokládat, že i toto je “zpověď dítěte své doby", jež pod blazeovaným postojem skrývalo utrpení a zraňovanou citlivost. Lorenzaccio je historická hra, která má všechny vlastnosti romantického dramatu: nesvázanost pravidly, shakespearovskou fresku, syntézu stylů a žánrů, velikost i nízkost, smysl pro kolorit doby a místa i pro bohatě motivované jednání. Je to praktický “manifest" francouzského romantismu a jeden z dramatických textů, jehož zkušenosti nemůže světové historické drama pominout.

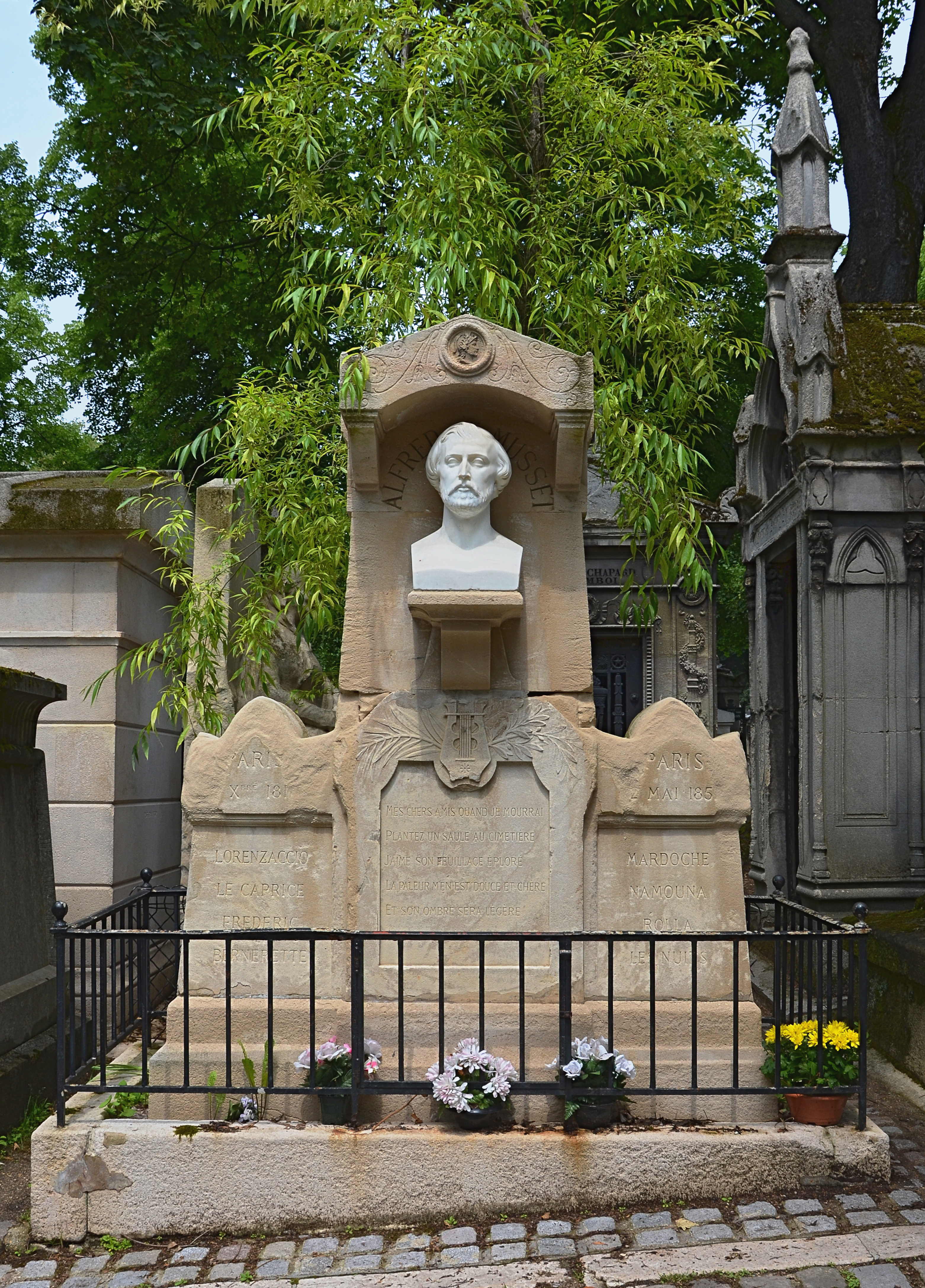
Jeho hrob na pařížském hřbitově Père-Lachaise

Hra nebyla za autorova života uvedena. Ani verzi, kterou upravil jeho bratr Paul (1804-1880), cenzura nepovolila. Premiéra hry proběhla až v roce 1896 v divadle Sarah Bernhardt. Sarah Bernhardt rovněž hrála titulní roli. Plakát k tomuto představení vytvořil Alfons Mucha.
- Španělská stěna (Le Chandelier, 1835)
- Na nic nepřísahat (Il ne faut jurer de rien, 1836)
- Zpověď dítěte svého věku (La Confession d’un enfant du siècle, 1836). Zpověď dítěte svého věku je velice zvláštní epické dílo Alfreda de Musseta. Napohled tradiční vyprávění o lidských osudech. Slovo „zpověď“ dává tušit, že autor vyjadřuje svou osobní deziluzi i rozčarování celé generace žijící v prvních desetiletích 19. století. V románové předloze z roku 1836 jsou tyto pocity shrnuty ve větách: „Všechna nemoc tohoto století pramení ze dvou příčin: lid, který prošel rokem 1793 a 1814, nese v srdci dvě rány. Nic z toho, co bylo, už není, všechno to, co bude, ještě není“. Výpověď o zdroji pocitů romantických umělců, ale i obraz životního postoje, jenž se neustále vrací - ideální představy a sny se střetávají se skutečností. Pro nadčasovost rozporu mezi ideálem a realitou zvolil Antonín Máša Zpověď dítěte svého věku pro inscenaci v Národním divadle v roce 1993.
- Noc májová (La Nuit de mai, 1835), Noc prosincová (La Nuit de décembre, 1835), Noc srpnová (La Nuit d'août, 1836),Noc říjnová (La Nuit d'octobre, 1837) - série romantických básní plných rozervanosti a utrpení
- Rozmar (Un caprice, 1837)
- Improvizace (Impromptu, En réponse à la question : qu'est-ce que la Poésie?, 1839)
- Vzpomínka (Souvenir, 1841)
- Příběh bílého kosa (Histoire d'un merle blanc, 1842)
- Petr a Kamila (Pierre et Camille, 1844)
- Mimi Pinsonová (Mademoiselle Mimi Pinson, 1845)
- Mezi dveřmi (Il faut qu'une porte soit ouverte ou fermée, 1845)
- Nedá se myslet na všechno (On ne saurait penser à tout, 1849)